# 실라누스
실라누스(Silanus, 사르데냐어: Silanos)는 이탈리아의 사르데냐 주 누오로도에 있는 코무네로, 칼리아리에서 북쪽으로 약 120 킬로미터 (75 mi), 누오로에서 서쪽으로 약 40 킬로미터 (25 mi) 떨어져 있다. 2004년 12월 31일 기준 인구는 2,346명이고 면적은 48.1 제곱킬로미터 (18.6 mi2)이다.
실라누스는 다음 코무네와 접해 있다: 볼로타나, 보르티갈리, 두알키, 레이, 노라구구메.